# Download Express
Download Express — бесплатный для некоммерческого использования менеджер закачек для Microsoft Windows с закрытым исходным кодом, разработанный «MetaProducts Software Corporation». Как и все другие программы подобного рода Download Express предназначен для загрузки файлов из Интернета или локальной сети. Является упрощенной версией другого менеджера закачек Mass Downloader от этого же разработчика. C 2011 года Download Express не развивается, ввиду наличия достаточно продвинутых менеджеров закачек в каждом современном браузере. Ссылки на продукт на официальном сайте удалены, хотя его все еще можно скачать.

## Возможности
- Возобновление загрузки файла с последнего места его разрыва.
- Вывод звукового сигнала или сообщения по окончании загрузки.
- Проверка скачанных файлов на наличие вирусов (с помощью указанного в настройках стороннего антивируса).
- Интеграция в популярные обозреватели Интернета, а также их контекстные меню (Internet Explorer, Mozilla Firefox, Opera, Netscape Navigator, SeaMonkey, Flock).
- Поддержка нескольких языков (включая русский язык).
- Настройка HTTP и FTP прокси.
- Расписание.
- Отслеживать URL-ссылки в буфер обмена.
- Установка каталога для сохранения скачанных файлов.
- Создание исключений для конкретных типов файлов.
- Поддержка плагинов.